# Carnaval des deux rives
 (janvier 2013).
Si vous disposez d'ouvrages ou d'articles de référence ou si vous connaissez des sites web de qualité traitant du thème abordé ici, merci de compléter l'article en donnant les références utiles à sa vérifiabilité et en les liant à la section « Notes et références ».
Le Carnaval des deux rives est un carnaval qui se déroule à Bordeaux en France le premier dimanche de mars (la Foire aux plaisirs est installée quelques jours avant aux Quinconces). Ces festivités font partie de l'Inventaire du patrimoine culturel immatériel français.

## Historique
Ce carnaval fut créé en 1996 à l’initiative de la ville de Bordeaux et d’associations soucieuses de promouvoir les activités artistiques permettant la cohésion sociale en ralliant les populations défavorisées aux populations étudiantes et aux professionnels du domaine artistique (compagnies artistiques).
Le carnaval des deux rives remplace l’ancien carnaval de Bordeaux, très important jusque dans les années 1980. Il s'inspire des carnavals urbains des grandes villes comme Nice ou Rio. Si les populations des quartiers défavorisés ne répond pas forcément aux attentes des organisateurs, la population étudiante est, comme par le passé, très présente. 
La parade du carnaval est l'aboutissement d'un travail initié plusieurs semaines auparavant dans les structures de proximité - centres sociaux, centres d'animation, maisons de quartiers - sous forme d'ateliers : arts plastiques, musiques, danse, fabrication de costumes, etc.
Menée en collaboration entre Musiques de Nuit et la Rock School Barbey, l'opération Quartiers Musiques est réalisée sur les villes de Bordeaux, Bassens, Cenon, Lormont et Floirac. 
Les ateliers Quartiers Musiques sont animés par des groupes accueillis en résidence : 
En 1996, Moleque de Rua (São Paulo,  Brésil, percussions brésiliennes, capoeira, et ca a continué ainsi !).
En 1997, Voukoum  ( Guadeloupe) et Parada ( Roumanie).
En 1998, L'Africa Cultural Center ( Afrique du Sud).
En 1999, la Banda Municipal de Santiago de Cuba ( Cuba), Les clowns de Côté Jardin ( Sénégal), La Compagnie Révolution ( France).
En 2000, Adama Dramé & Le Foliba ( Burkina Faso) et 17 Hippies ( Allemagne).
En 2001, L'Ethnic Heritage Ensemble.
En 2002, Le Salon de Musique et le Jamaica All Stars ( Jamaïque).
En 2004, Les Nubians.
En 2005, Sergent Garcia.
En 2006, Moleque de Rua qui reviennent 10 après pour fêter la 11e édition.
En 2007, Barcelone ( Espagne) est à l'honneur avec des chars dédiés à Dali et Gaudi. Musique : BandaEria, Lyricson, Black Baudelaire et un invité exceptionnel Angel Molina (char techno), ContreBand, O'Zabumba, Los Musaicos, Bloco Pouloucoutac, les AOMB, Pepe Soup, leCarapan, Mangui Dem Taf Taf. Danse hip hop : Lyricson; Arts de la rue : Lola et Gaëtane / la compagnie Cramoisie.
En 2008, la ville de  Québec ( Québec) est à l'honneur. Défilé : dimanche 2 mars. Plusieurs escales étaient au rendez-vous (Royaume-Uni et notamment Bristol, Afrique, Asie...) afin de faire découvrir des musiques, des saveurs, cosmopolites et métissées, à l'image des deux rives de la Garonne. Depuis cette édition, le carnaval prend une dimension éco-citoyenne en incitant à la récupération de matériaux pour alimenter les ateliers et les créations plastiques.
En 2009, parmi les artistes on notera les Rageous Gratoons. Le tracé a été modifié depuis cette année-là (il ne se finit plus aux Quinconces), et le parcours emprunte les quais qui sont devenus le lieu de rencontres et de balades dominicales pour les Bordelais plutôt que les rues du centre ville coupées à la circulation (dimanche sans voiture) : Départ Rive Gauche à 14h30, Allées de Tourny > Cours Clemenceau > Place Gambetta > Rue Nancel Penard > Rue des Frères Bonnie > Place Pey-Berland avec la remise de clef par le maire de Bordeaux > Rue Duffour Dubergier > Cours Pasteur > Cours Victor Hugo > Pont de Pierre > Place de Stalingrad > Allée de Serr (Mégarama) avec la crémation de Monsieur Carnaval Rive Droite à 18 h 30.
En 2010, la Turquie est à l'honneur.
En 2011, ce sont les Outre-mer qui sont à l'honneur.
Seront présents : Voukoum (Guadeloupe), Les Tambours sacrés de Grand Bois (La Réunion), les musiciens martiniquais Yaniss Odua et E.Sy Kennenga (groupe à pied), et des artistes qui ont largement contribué au succès des éditions précédentes : Hamid Ben Mahi (Cie Hors-série), Jacques Franceschini (sculpteur-plasticien), marionnettes géantes : Les Grandes Personnes (Aubervilliers), et Les Voisins du Dessus.
En 2012 le Pays basque est à l'honneur et la direction artistique est confiée à Oreka Tx.
En 2013, l' Afrique du Sud est à l'honneur.
En 2014 la  Chine (et Wuhan, la ville jumelle de Bordeaux) est à l'honneur.
- 2015 : Carnaval Monstre
- 2016 : Carnaval Gonflé
- 2017 : Carnaval Flash
- 2018 : Carnaval Augmenté (Réalité augmentée)
- 2019 : Carnaval des brigands
- 2020 : Carnaval Englouti
- 2021 : Réalisation d'un clip - C2R 2084
- 2022 : C2R 2084
- 2023 : Le Japon / Matsuris
- 2024 : Afro K
- 2025 : Amazonie

## Galerie

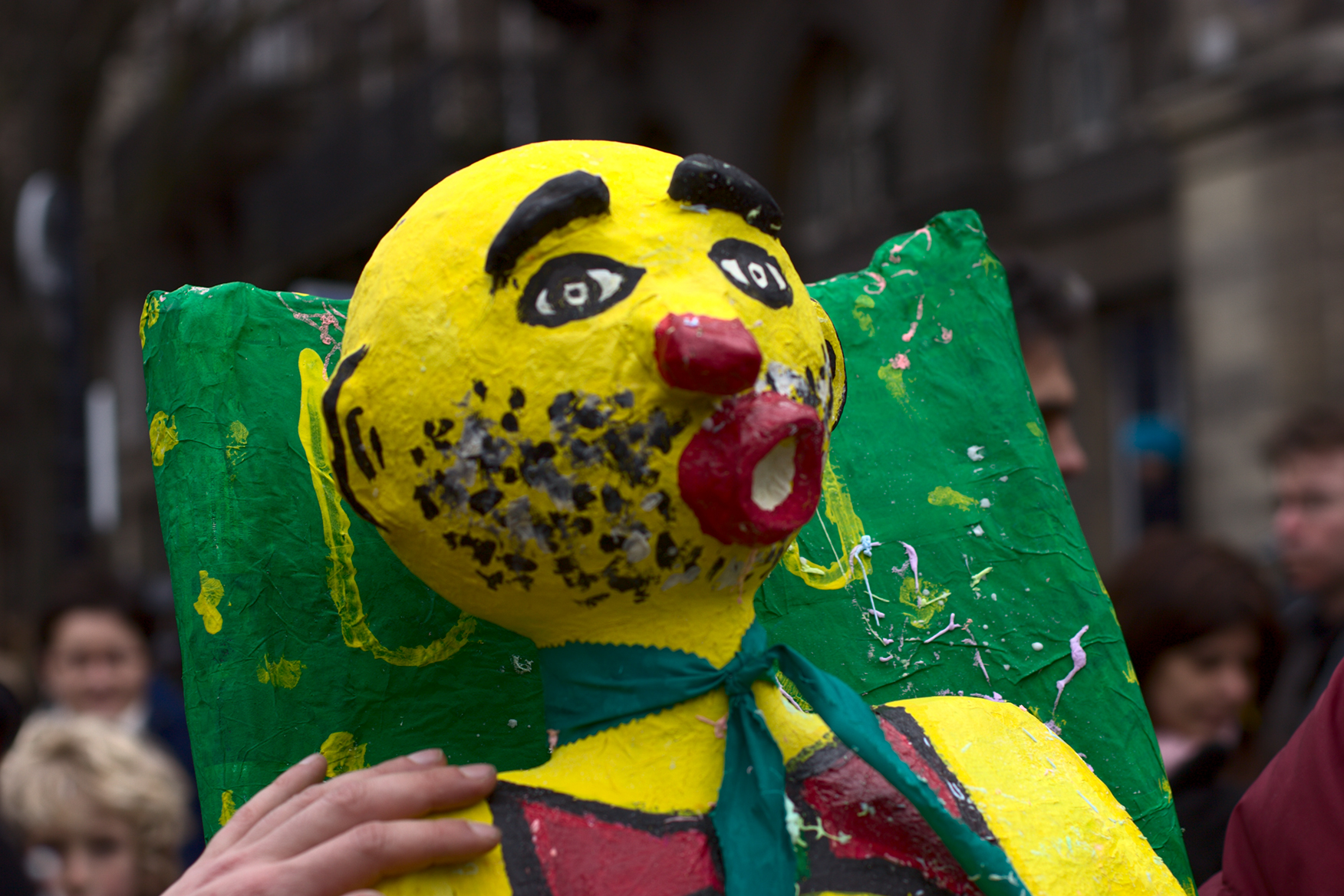
Monsieur Carnaval (édition 2005)
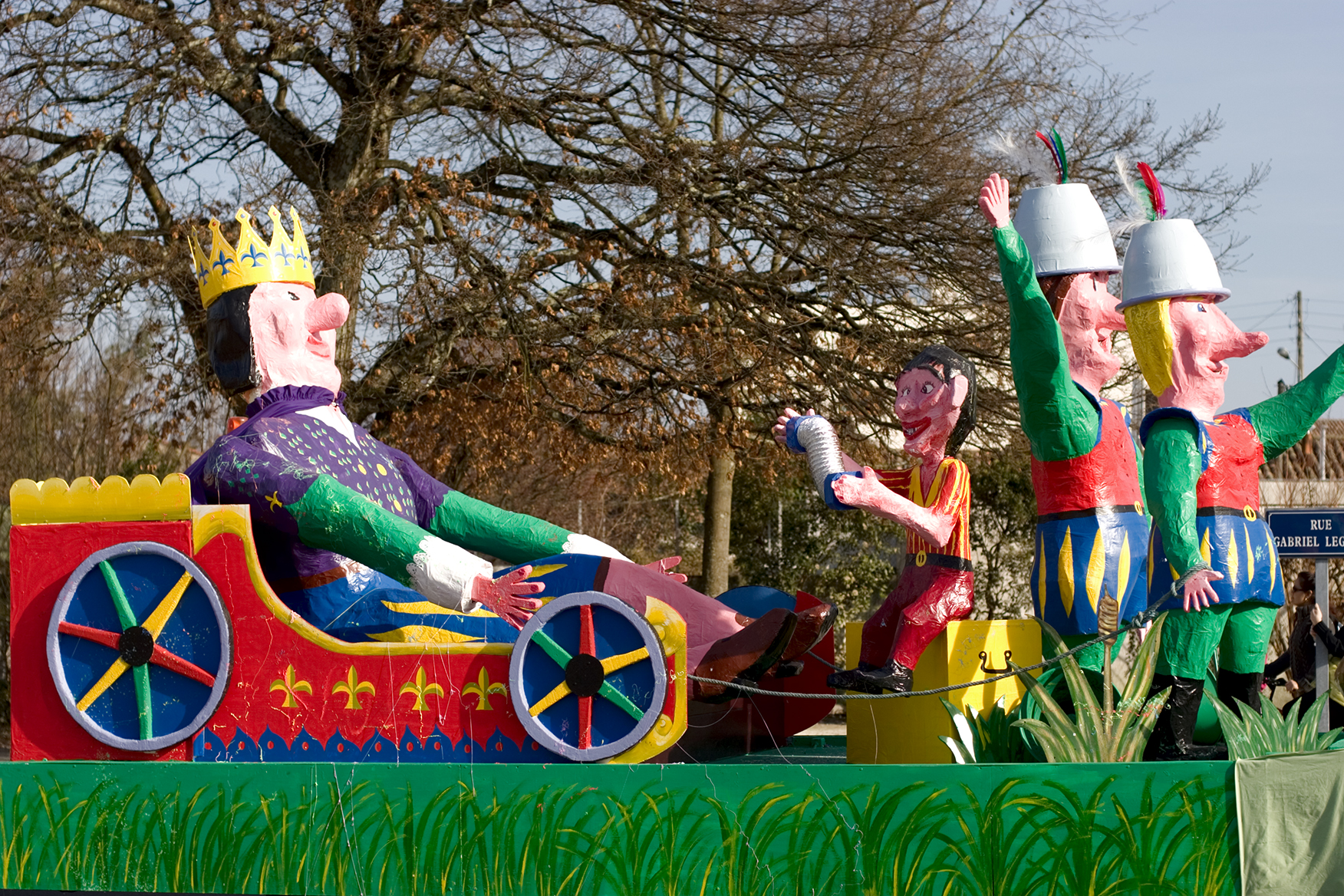
Le Roi, (édition 2005, photo prise au carnaval de Caudéran)
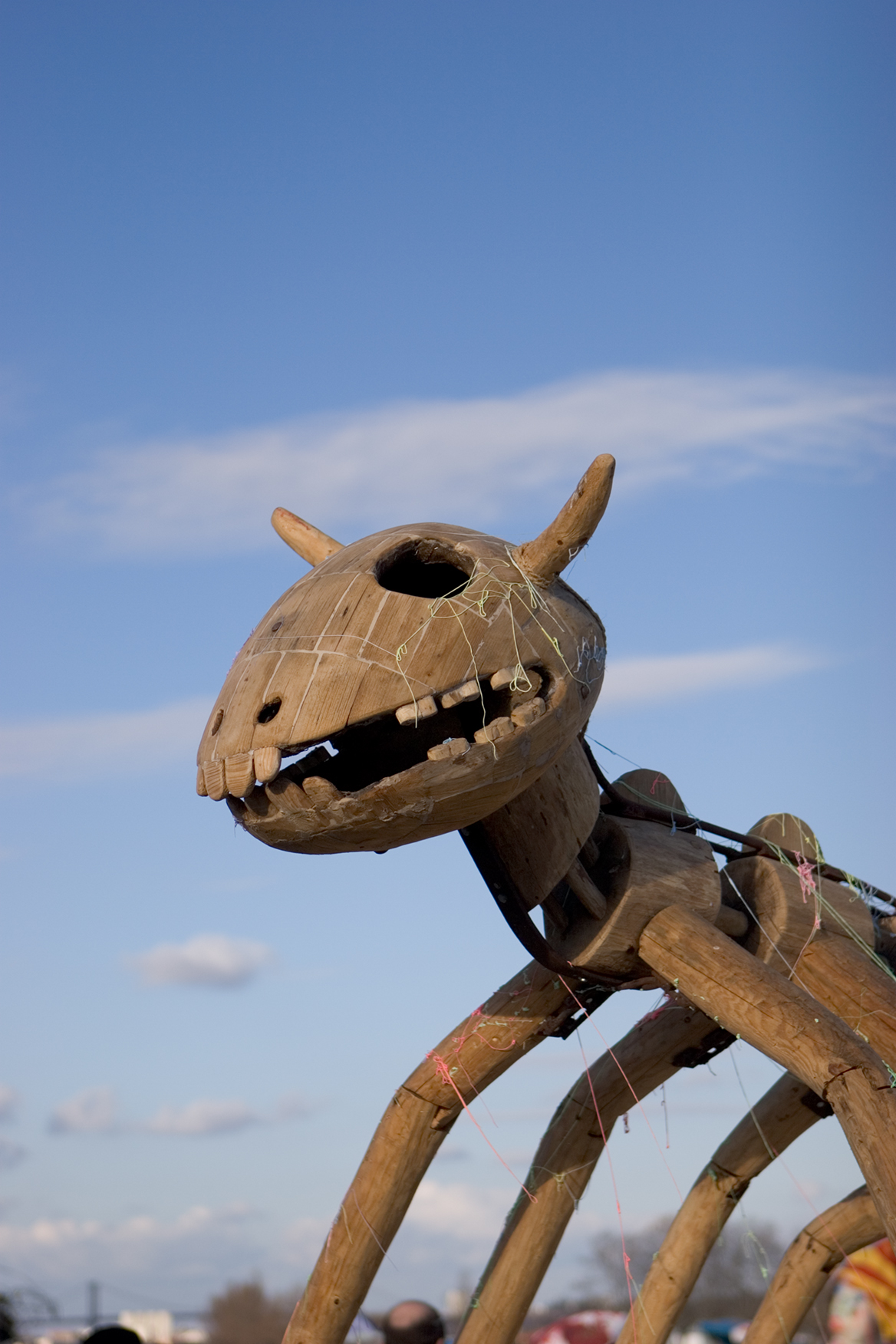
Détail d'un char (édition 2006)
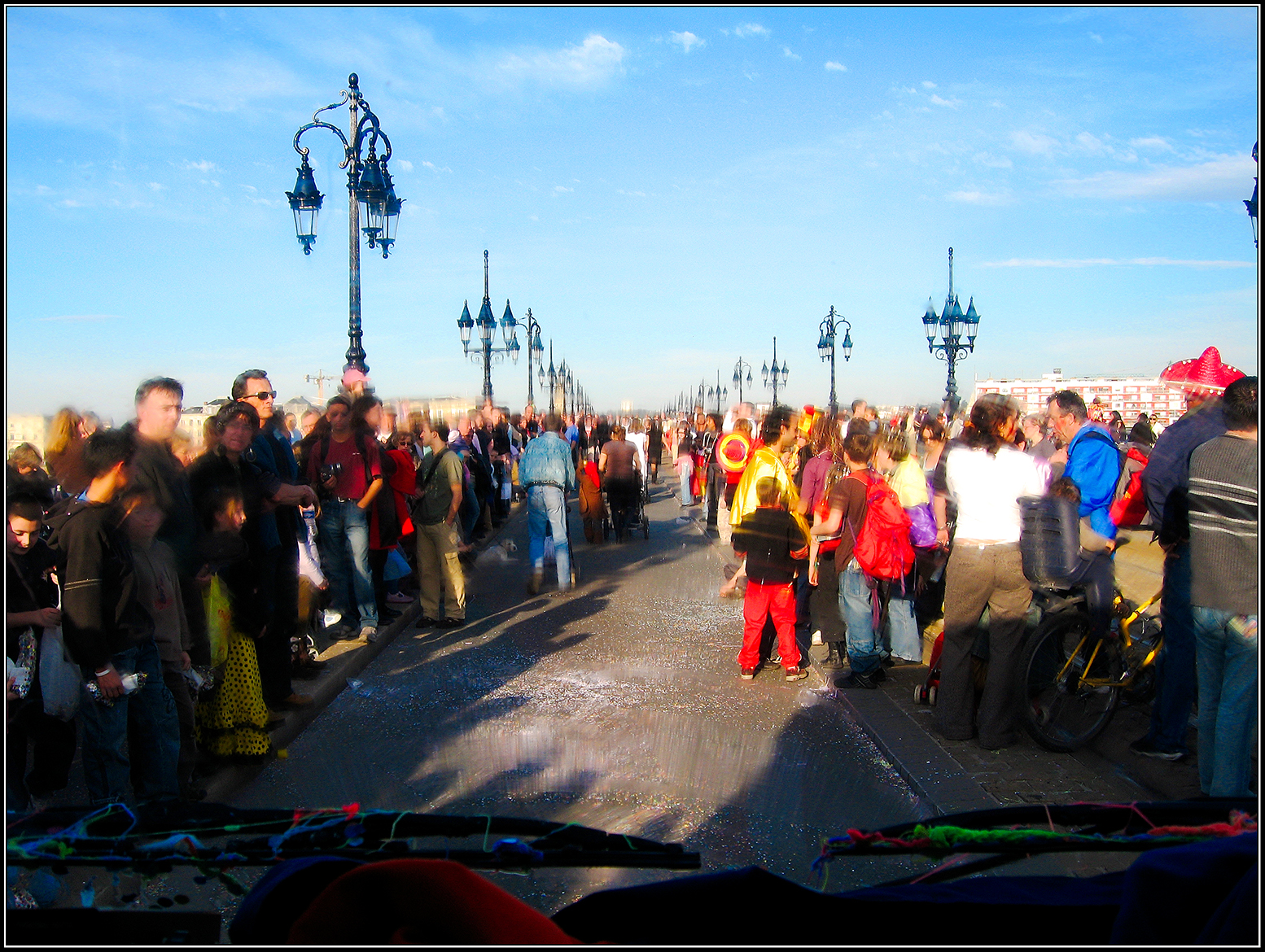
Ouverture du cortège sur le Pont de Pierre (édition 2007)
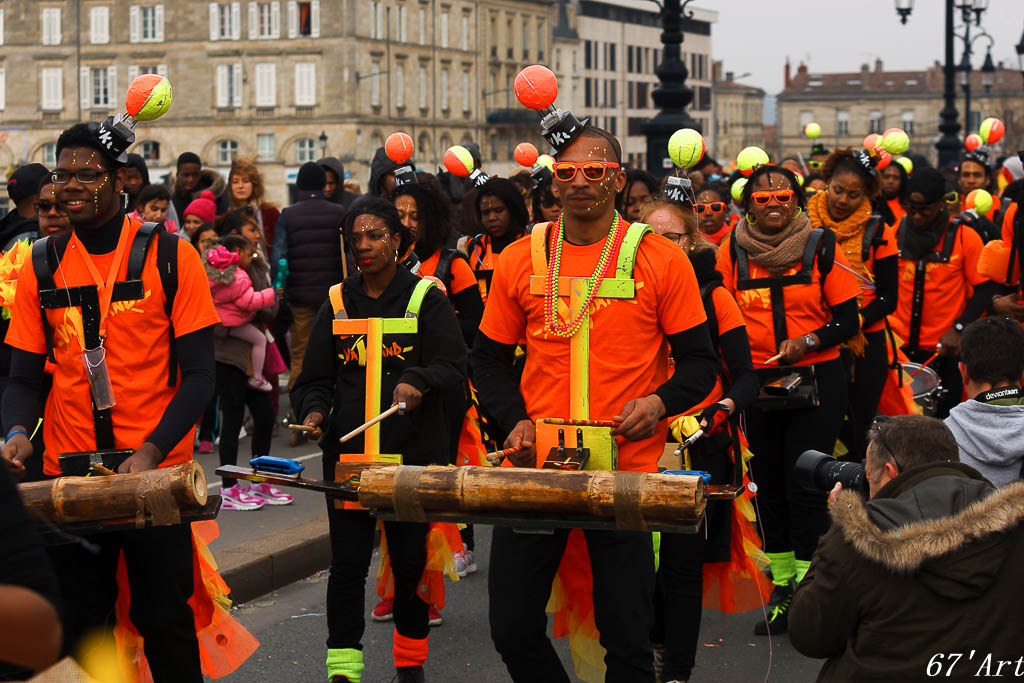
Groupe d'antillais (édition 2016).
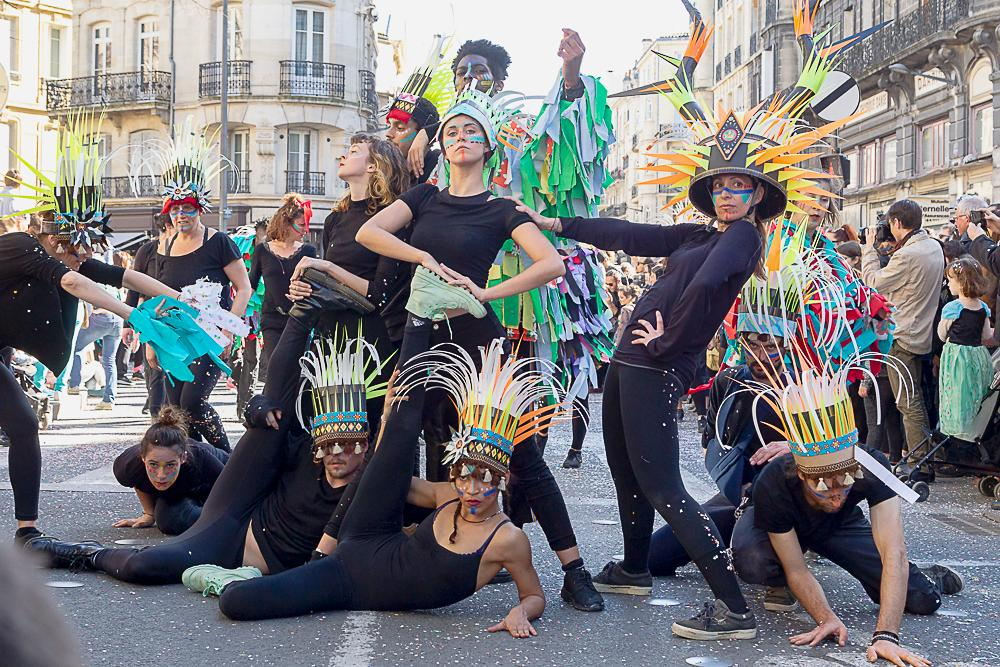
Danseurs (édition 2018).